# Juhani Kurkijärvi
Martti Juhani Kurkijärvi, född 29 september 1938 i Helsingfors, död 4 november 2005 i Åbo, var en finländsk fysiker.
Kurkijärvi blev teknologie doktor 1970. Han var 1963–1969 assistent och forskningsassistent vid Tekniska högskolan i Helsingfors, biträdande professor där 1975–1987 samt professor i teoretisk fysik vid Åbo Akademi 1987–2001. Han var 1989–1995 prefekt för institutionen för fysik vid Åbo Akademi och 1991–1995 vice dekanus vid matematiskt-naturvetenskapliga fakulteten.
Kurkijärvi har verkat bland annat som forskare/gästprofessor vid universiteten i Paris, Cornell University och vid flera forskningsanläggningar i Europa. Han var 1978–1980 och 1983–1987 vice ordförande i styrelsen för köldlaboratoriet vid Tekniska högskolan samt medlem i kommittén för fasta tillståndets fysik vid Nordita 1989.